# 花川運動公園
花川運動公園（はなかわうんどうこうえん）は、静岡県浜松市中央区花川沿い（花川町、西丘町）にある運動公園である。面積は16.56ヘクタール。2003年10月26日にNEW!!わかふじ国体のテニス競技メイン会場として利用された。なお、2003年10月26日に、天皇皇后を迎えて行われた。
2021年12月21日、浜松新電力がネーミングライツパートナー契約を締結した。2022年4月1日から2024年3月31日までの3年間、通称が「浜松新電力テニスコート」になる。

## 公園内の主な施設
- 公園内は、運動施設ゾーンと自然散策ゾーンとに分かれている。
- 運動施設ゾーン
  - テニスコート
  - 管理塔
    - 会議室
- 自然散策ゾーン
  - 芝生広場
  - アスレチック広場
  - カブトムシの森

## イベント
- 花川運動公園杯

## 交通手段
- 遠鉄バス41高台線「花川運動公園」停留所下車すぐ。（浜松駅バスターミナルから41花川運動公園行バスで約50分。）